# Ferros
Ferros là một đô thị thuộc bang Minas Gerais, Brasil. Đô thị này có diện tích 1090,221 km², dân số năm 2007 là 11615 người, mật độ 10,4 người/km².